# Chemist and Druggist
Chemist and Druggist (abreviado Chem. & Druggist) es una revista con ilustraciones y descripciones botánicas que es editada en Australia desde el año 1859.